# 戈羅比伊夫卡 (斯里布涅區)
50°34′12″N 32°52′31″E / 50.57000°N 32.87528°E
戈羅比伊夫卡（烏克蘭語：Горобіївка），是烏克蘭北部的村莊，隸屬切爾尼希夫州的普里盧基區。該村始建於1668年，面積0.21平方公里，海拔高度125米，2001年人口420，人口密度每平方公里25人。